# Baima, Miyi
Baima (kinesiska: 白马镇, 白马) är en köping i Kina. Den ligger i provinsen Sichuan, i den sydvästra delen av landet, omkring 450 kilometer sydväst om provinshuvudstaden Chengdu.
Genomsnittlig årsnederbörd är 1 137 millimeter. Den regnigaste månaden är juli, med i genomsnitt 320 mm nederbörd, och den torraste är januari, med 3 mm nederbörd.